# 沙维什

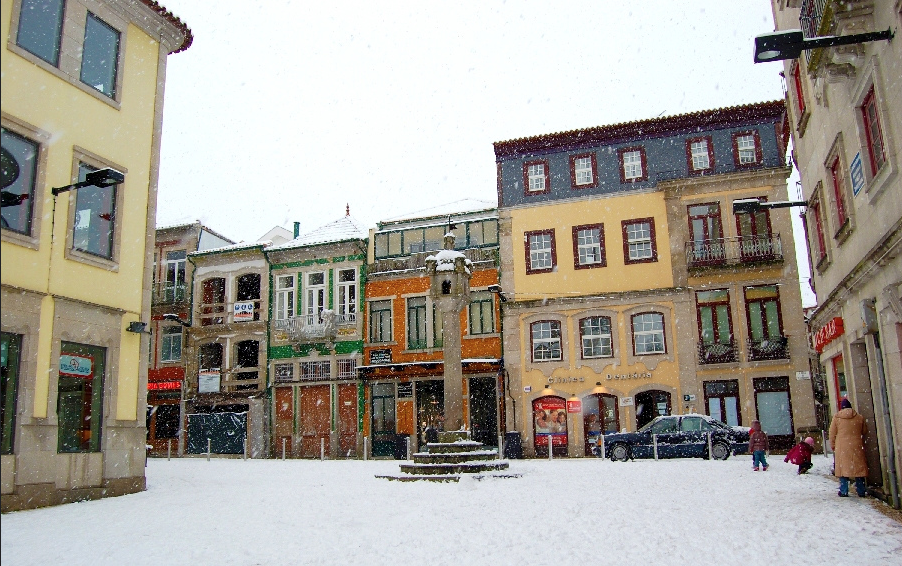

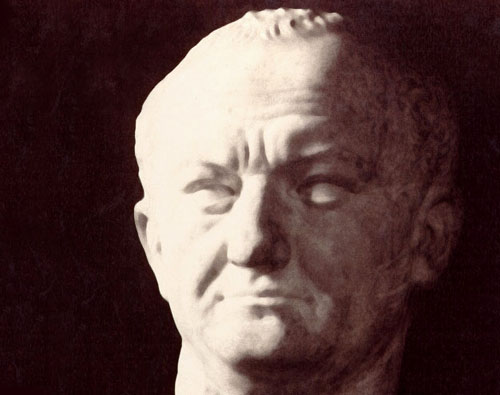

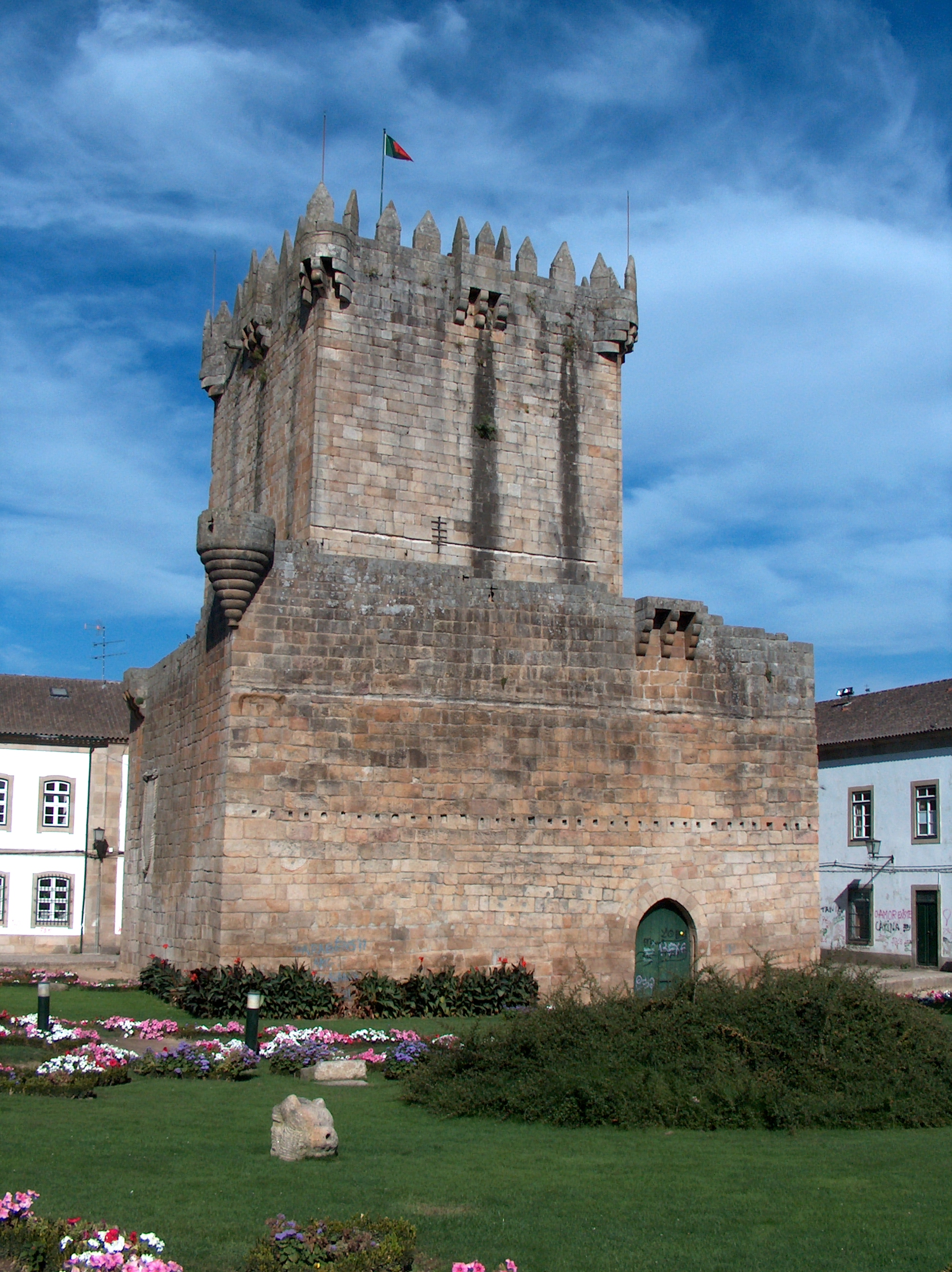

41°44′26″N 7°28′17″W / 41.74056°N 7.47139°W
沙维什（葡萄牙語發音：[ˈʃavɨʃ] ⓘ），是葡萄牙的城鎮，位於該國北部，由雷亞爾城區負責管轄，始建於1258年，面積590.42平方公里，2006年人口44,186，該城鎮人口密度每平方公里74.84人。

## 友好城市
- 法國 塔朗斯